# Mittelgrund (Naturschutzgebiet)
Das Naturschutzgebiet Mittelgrund liegt auf dem Gebiet der Gemeinde Remptendorf im Saale-Orla-Kreis in Thüringen. Es erstreckt sich nordöstlich von Ruppersdorf, einem Ortsteil von Remptendorf. Am westlichen Rand des Gebietes verläuft die Landesstraße L 2377, südwestlich verläuft die L 1099.

## Bedeutung
Das 263 ha große Gebiet mit der NSG-Nr. 292 wurde im Jahr 1997 unter Naturschutz gestellt.